# Der gefesselte Prometheus (Aischylos)

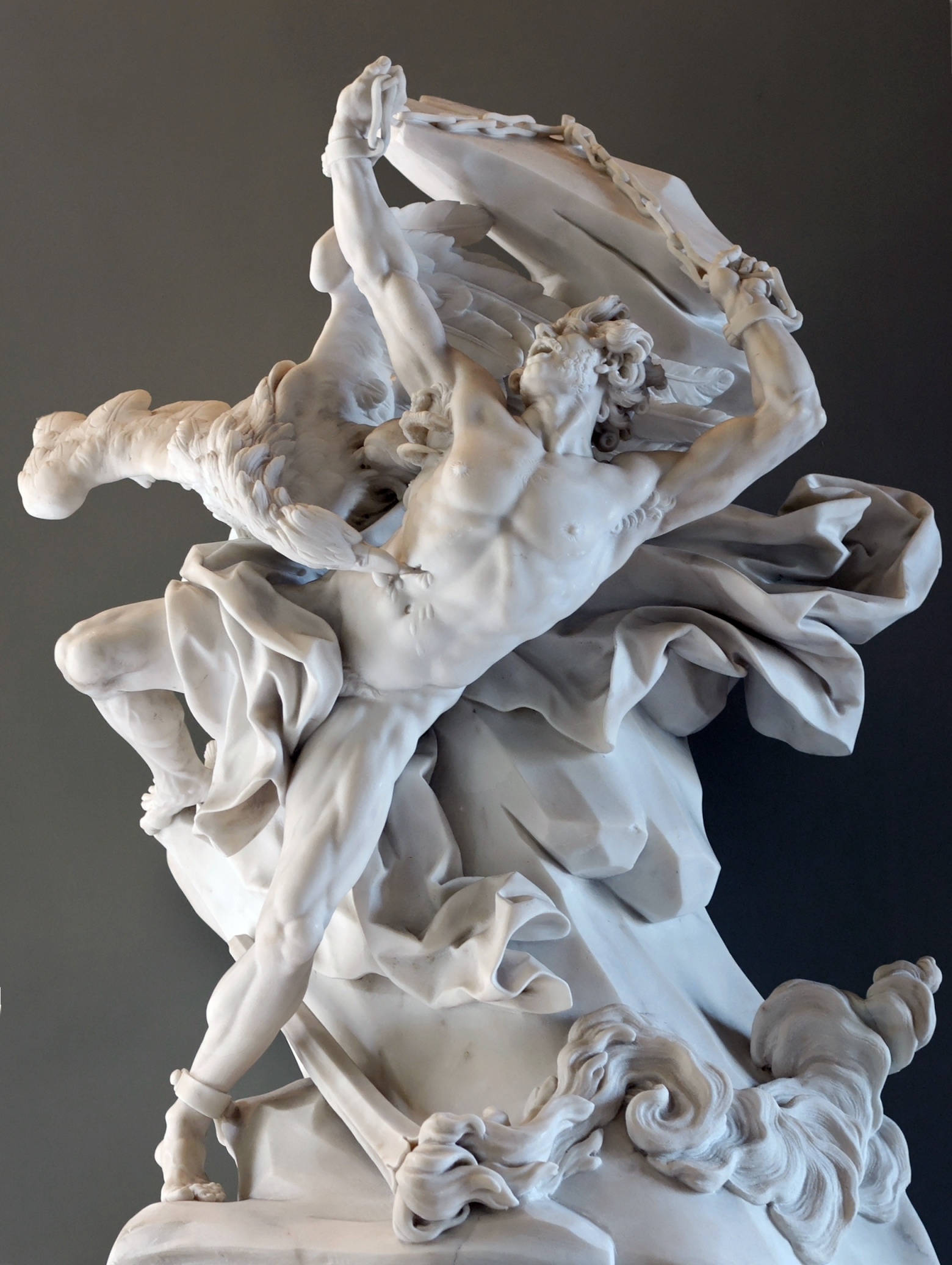
Prométhée enchaîné. Skulptur von Nicolas Sébastien Adam (1762, Louvre, Paris).

Der gefesselte Prometheus (griechisch Προμηθεὺς Δεσμώτης Promētheús desmṓtēs) ist der Titel einer griechischen Tragödie, die bereits in der Antike dem Aischylos zugeschrieben wurde.

## Autorschaft

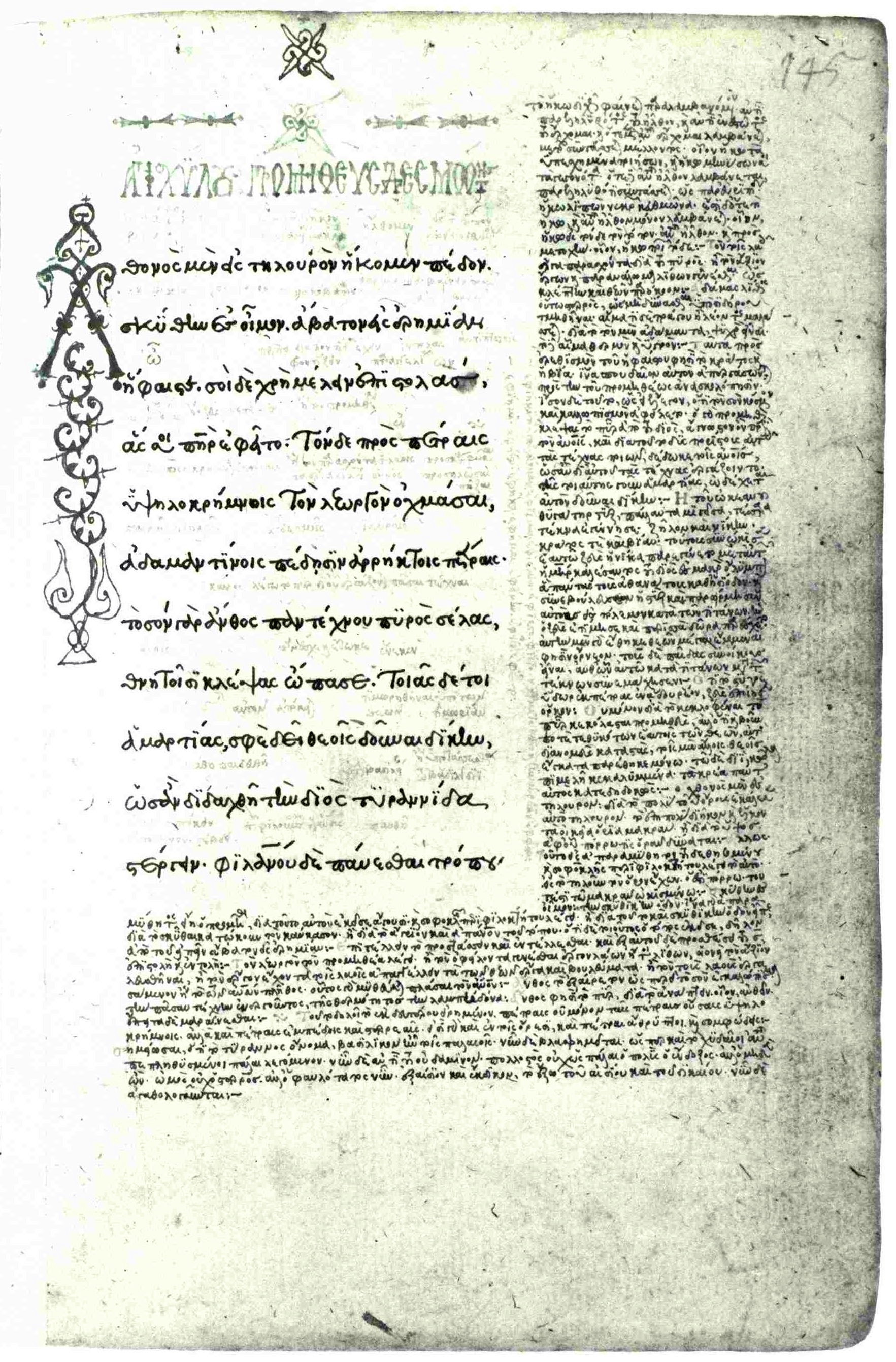
Der Anfang der Tragödie in der Handschrift Wien, Österreichische Nationalbibliothek, Cod. Phil. gr. 197, fol. 145r (erste Hälfte des 15. Jahrhunderts)

Konventionell wurde das Werk als Teil einer Prometheia, einer Trilogie mit Satyrspiel, angesehen und dem Tragödiendichter Aischylos zugeschrieben. Man folgte hierin antiker Tradition, die bereits von Gelehrten der Bibliothek von Alexandria vertreten wurde. Seit dem 19. Jahrhundert wurde diese Autorschaft jedoch immer wieder angezweifelt. Das Problem ist nicht behoben. Die Authentizität wird vor allem aus sprachlichen (Wortgebrauch und Stil), bühnentechnischen und gedanklichen (die Gestalt des Zeus als Tyrannen) Gründen bestritten.

## Inhalt
Der wegen des angeblichen Feuerraubs auf immer in skythische Eisenketten gelegte Titan Prometheus will dem olympischen Herrscher Zeus ein geheimes Wissen nicht verraten, das zu besitzen er behauptet. Nachdem Hermes schließlich den Prometheus ein letztes Mal aufgefordert hat, endlich den Namen der Hetäre zu nennen, welche Zeus und seine Gefolgsleute die ewige Herrschaft kosten würde, und Prometheus sich weigert, wird er unter Blitz und Donnerschlägen durch ein Erdbeben ins Schattenreich des Hades gesandt.

### Handelnde Personen
Kratos & Bia, Hephaistos, Prometheus, Okeaniden, Okeanos, Io, Hermes.

#### Kratos & Bia
Kratos (griechisch „Macht“) und Bia (griechisch „Gewalt“), die Knechte des Zeus, schleppen Prometheus in den Kaukasus, wo sie auf Zeus’ Befehl hin den widerstrebenden Hephaistos (Ich aber bin voller Zagen, den verwandten Gott gewaltsam anzuketten diesem Winterfels) zwingen, Prometheus an einen Felsen nahe dem Kaukasus zu ketten. Hephaistos hat zwar Mitleid mit Prometheus, jedoch auch Angst vor Zeus und fügt sich. „Bia (die Gewalt) schweigt, nur Kratos (die Macht) redet.“

#### Chor
Nachdem Hephaistos, Kratos und Bia abgegangen sind, erscheint der Chor aus den Töchtern des Okeanos, der ihm Freundschaft versichert und sich nach dem Grund dieser Strafe erkundigt, wobei die Chorführerin größtenteils den Dialog führt. Prometheus berichtet von dem Kampf gegen Kronos, wobei er Zeus half, durch List und Klugheit dessen Vater zu stürzen. Zeus teilte sodann die Ämter aus, gedachte des Menschen jedoch nicht, so dass einzig Prometheus ihnen beisteht, ihnen das Feuer, Hoffnung und die Kunst der Weissagung verschafft. Der Chor mahnt ihn ob seiner Kühnheit, worauf Prometheus erklärt, dass er es im Wissen seiner Fesselung um des Menschen willen getan habe.

#### Okeanos
Der Chor sinkt auf den Boden herab, um die Weissagungen des Prometheus zu hören, woraufhin Okeanos auf seinem Greif geritten kommt. Er bezeichnet sich als größten Freund des Prometheus und behauptet, er sei so schnell wie möglich hergeeilt. Doch Prometheus fragt ihn, ob er sich auch an seinem Leid ergötzen wolle, und empört sich erneut über Zeus. Okeanos mahnt ihn ebenfalls wegen der mangelnden Unterwürfigkeit gegenüber dem neuen Herrscher. Prometheus solle sich unterwerfen und um Gnade bitten, so dass er erlöst werde. Doch dieser reagiert mit Ironie auf diesen Rat des Okeanos, der nicht mit ihm die Menschen unterstützt hatte (Mit Neid gewahr ich, dass du frei von Vorwurf bist, der kühnlich doch an allem mit mir teilgehabt.). Okeanos bietet an, bei Zeus guten Einspruch einzulegen, doch Prometheus rät ihm davon ab, verweist auf seinen Bruder Atlas und Typhon, wie es ihnen ergangen sei, und dass es Okeanos nicht genauso ergehen solle. Okeanos lässt sich überreden und fliegt davon.

#### Chorführerin
Der Chor beklagt Prometheus’ trauriges Schicksal.
Daraufhin erzählt Prometheus, welches Wissen er den Menschen brachte, unter anderem die Heilkunde, Seefahrt, Meteorologie, Weissagung. Auch prophezeit er, dass Zeus einst abdanken und Prometheus erlöst werde. (So ist vor ihnen also Zeus der Schwächere? - Dem, was bestimmt ist, wird er keinesfalls entgehn.) Nur, so sagt er, dürfe er nicht die Zukunft Zeus’ berichten, so dass seine Prophezeiung in Erfüllung gehe. Der Chor singt vom Leiden Prometheus’ und der nicht kommenden Hilfe der unterstützten Menschen.

#### Io
Die gehörnte Io kommt hinzu. Prometheus verkündet ihr das Ende Zeus’ durch einen Sohn der Hera. Als Io erfährt, dass Prometheus die Weissagekunst beherrscht, möchte sie ihr eigenes Schicksal erfahren. Doch vorher berichtet sie, wie sie von der Liebe des Zeus träumte. Deshalb erhielt Inachos, der Vater der Io, das Orakel, seine Tochter des Landes zu verweisen. Um die Liebe zu Io zu verschleiern, verwandelte er sie in eine Kuh. Doch Hera blieb dies nicht verborgen, schickte Argos als Wächter und ließ die Kuh von einer Bremse jagen. Nun verkündet Prometheus den weiteren Weg der Io, dass sie den Bosporus (der nach ihr erst so benannt werden wird) überquert und schließlich über Äthiopien flussabwärts ins Nildelta nach Kanopus gelangen werde, um dort den Epaphos zu gebären. Und dass ein Nachkomme der Io in 13. Generation, ein Held des Bogens (gemeint ist Herakles) Prometheus retten werde. Da Io die Stiche der Bremse nicht weiter ertragen kann, macht sie sich fort.

#### Hermes
Prometheus offenbart den Okeaniden, dass Zeus durch den Fluch des Kronos sein Ende finden werde. Hermes kommt hinzu und fordert, dass Prometheus dem Zeus eröffnet, wer ihn stürzen wird. Er droht mit Blitz und Sturm, die ihm arg zusetzen würden und dass ein Adler kommen werde, um seine Leber zu fressen. Da Prometheus sich weigert, dieses Wissen preiszugeben, ereilt ihn diese Strafe.

## Rezeption
Johann Gottfried Herder schrieb um 1800 das dramatische Gedicht Der entfesselte Prometheus, das als Fortsetzung der griechischen Tragödie gedacht war und als Vorlage von Franz Liszts sinfonischer Dichtung Prometheus diente.
Karl Marx, der sich mit Prometheus identifizierte, wurde 1843 in der Karikatur Der gefesselte Prometheus dargestellt.
Carl Orff vertonte den originalen Text des Aischylos: Diese Oper, in altgriechischer Sprache gesungen, wurde am 24. März 1968 im Staatstheater Stuttgart unter der Leitung von Ferdinand Leitner in einer Inszenierung von Gustav Rudolf Sellner uraufgeführt.
André Gide schrieb 1899 die Satire Der schlechtgefesselte Prometheus.

## Textausgaben
- Aeschylus: Prometheus Bound. Edited by Mark Griffith. Cambridge 1983, ISBN 0-521-27011-1.

## Übersetzungen
- Karl Philipp Conz. Laupp, Tübingen 1819.
- Johannes Minckwitz. Metzler, Stuttgart 1839.
- A. Zeising. Krais & Hoffmann, Stuttgart 1864.
- Karl Wilhelm Osterwald. Halle 1873.
- A. Oldenberg. Verlag des Bibliographischen Instituts, Leipzig um 1880.
- Robert Joachim. J. Ewich, Duisburg 1907.
- Carlo Philips. Insel-Verlag, Leipzig 1913.
- Werner Meyer: Der gefesselte Prometheus. Waldkauzdruckerei der Odenwaldschule, Heppenheim 1931
- Hans Bogner. F.H. Kerle Verlag, Heidelberg 1949.
- Walter Kraus. Reclam, Stuttgart 1965.
- Oskar Werner: Aischylos. Tragödien und Fragmente. (Sammlung Tusculum). München 2005. Griechisch-Deutsch.
- Peter Handke. Prometheus, gefesselt. Suhrkamp, Frankfurt 1986.
- Dieter Bremer. Prometheus in Fesseln. Zweisprachige Ausgabe. Mit dem griechischen Text herausgegeben und übersetzt von D.B. (Manuskript-Abschluss vor dem Erscheinen des Prometheus von Peter Handke, vgl. S. 175) Insel, Frankfurt 1988.